# Su Wu
Su Wu (Traditioneel Chinees: 蘇武, Vereenvoudigd Chinees: 苏武, Hanyu pinyin: Sū Wǔ) (140 v.Chr. - 60 v.Chr.) was een Chinese diplomaat en politicus van de Westelijke Han-dynastie. Hij staat in de Chinese geschiedenis bekend om het feit dat hij het beste maakte van zijn missie naar buitenlands grondgebied.  Tijdens zijn missie werd hij gevangen genomen en vervolgens gedurende negentien jaar vastgehouden, waarbij hij, althans in de eerste jaren van zijn gevangenschap, grote ontberingen moest doorstaan.  Desondanks doorstond hij deze behandeling terwijl hij trouw bleef aan zijn missie en zijn vaderland.
Volgens de Chinese traditie kreeg Su Wu in het begin van zijn gevangenschap zo weinig te eten dat hij in de koude noordelijke landen alleen overleefde door zijn kleren op te eten, en vervolgens lange jaren als schaapherder moest doorstaan, voordat hij erin slaagde naar huis terug te keren.  Hij kon naar huis terugkeren nadat hij zijn ontvoerders had misleid met het verhaal dat hij een boodschap naar China had gestuurd door een brief aan de poot van een wilde gans te binden. Su's loyaliteit aan de Han-dynastie wordt benadrukt door het verhaal dat hij tijdens zijn gevangenschap trouwde met een vrouw, dat hij kinderen van haar kreeg, maar dat hij verkoos terug te keren naar zijn vaderland, ook al betekende dat het achterlaten van zijn vrouw en kinderen. Su Wu wordt afgebeeld in de Wu Shuang Pu  door Jin Guliang.

## Invloed op de Chinese geschiedenis
Su werd vaak beschouwd als de belichaming van trouwe dienst in het licht van grote kansen en beproevingen. Zijn verhaal werd vaak gebruikt wanneer daden van groot geloof of moed werden verricht.  Zijn verhaal werd vaak onderwerp van drama, poëzie en liederen in de Chinese geschiedenis. Velen beschouwen hem als een tweede Zhang Qian, die eerder ook in dezelfde situatie verzeild was geraakt, weigerde zich over te geven, en erin slaagde terug naar China te ontsnappen.

## Kunst

### Muziek
Onder de muzikale werken over het thema van Su Wu is er een traditionele Chinese melodie, "Su Wu Mu Yang" (蘇武牧羊), gebaseerd op het verhaal van Su Wu die schapen hoedt. Het wordt meestal gespeeld op een Chinese fluit.

### Afbeeldingen
In grafische voorstellingen, zoals de volkskunst van de Papierknipkunst in China, wordt Su Wu typisch afgebeeld met zijn staf, terwijl hij schapen hoedt.